# Thalassodes implicata
Thalassodes implicata là một loài bướm đêm trong họ Geometridae.